# Nuradin Rustamov
Abu Nuradin Rustamov (...) è un terrorista georgiano, uno dei principali leader dell'organizzazione terroristica "Stato Islamico" ed era ricercato dal governo turco con l'accusa di terrorismo.
Era un ex ufficiale dell'esercito georgiano.

## Vita
Rustamov è un cittadino della Georgia con legami particolarmente stretti con il terrorista Ahmed Chatayev e il leader dell'ISIS Abu Bakr al-Baghdadi. Nell'estate del 2018, Rustamov ha utilizzato un passaporto falso per entrare illegalmente in Turchia. Da allora Rustamov si è stabilito a Istanbul e continua a collaborare con il gruppo locale Stato Islamico. Nel novembre 2018, Abu Nuradin Rustamov è stato arrestato a seguito di un'operazione speciale organizzata dalla CIA e dal governo del Servizio di sicurezza dello Stato (Georgia) Ministero degli affari interni (Georgia), detenuto in Georgia e successivamente rilasciato.